# Retifusus jessoensis
Retifusus jessoensis is een slakkensoort uit de familie van de Buccinidae. De wetenschappelijke naam van de soort is voor het eerst geldig gepubliceerd in 1863 door Schrenck.